# Шифтер
Шифтер — понятие, сочетающее в себе понятия символа (напр., англ. red — красный) и индекса (напр., указательный жест пальцем). Поэтому шифтер называют индикативным символом. Яркий пример шифтера — местоимение «я». Это символ, обозначающий объект, то есть говорящего, и имеет правило, по которому соотносится с ним. Но в то же время «я» указывает на говорящего и реально связано с его высказыванием, поэтому является индексом (примеры Р. Якобсона).
Термин был введён Отто Есперсеном.